# بيجو نوع 1525
بيجو نوع 1525 كانت عبارة عن شاحنة أنتجتها بيجو في مصنع سوشو الذي تم إنشاؤه مؤخرًا بين عامي 1917 و 1920.
تم إنشاء الموقع الصناعي في سوشو في عام 1912. اليوم هو المصنع الرئيسي للشركة في أوروبا ، لكنه كان مخصصًا في الأصل لإنتاج المركبات التجارية. قبل وأثناء سنوات الحرب ، بين عامي 1913 و 1918 ، تم إنتاج أنواع مختلفة من الشاحنات ، معظمها للجيش الفرنسي . في المجموع ، زودت حوالي 6000 شاحنة بيجو الجبهة في فردان خلال الحرب العالمية الأولى.
تم إنتاج الشاحنة من النوع 1525 لأول مرة في عام 1917 ، وتضم محركًا رباعي الأسطوانات سعة 4.712 سم مكعب مع أقصى إنتاج للطاقة يبلغ 22 حصان. السرعة القصوى كانت 30 كم / ساعة (19 ميل في الساعة). قاد المحرك المثبت في المقدمة العجلات الخلفية عبر صندوق تروس رباعي السرعات وعمود قيادة فولاذي دوار. أتت الشاحنة بعجلات فولاذية مضاعفة في الخلف ومرتفعة بإطارات مطاطية صلبة تم تقدير أقصى وزن للحمل القابل للاستخدام عند 4000 كلغ.
بين عامي 1917 و 1920 أنتجت الشركة 4084 شاحنة من طراز 1525. 